# Mattoni di canapa

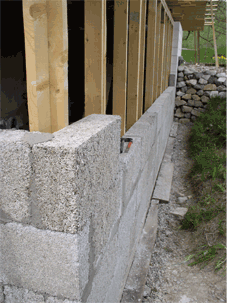
Mattoni di canapa

I mattoni di canapa sono un materiale composito costituito di fibre di canapa e calce (oppure limo, sabbia, cemento o calce idraulica) che può essere impiegato nell'edilizia come valido sostituto dei comuni mattoni in terra o calcestruzzo.